# Uludere
Uludere (curdo: Qilaban) è un villaggio e un distretto della provincia turca di Şırnak.